# ستیزه‌جو
کلمه انگلیسی militant به معنای ستیزه‌جو، مبارز یا پیکارجو هم صفت و هم اسم است و عموماً به معنای شدیداً فعال، رزمجو و/یا تهاجمی به کار می‌رود، به ویژه در پیشتیبانی از یک هدف، مانند «اصلاحگران ستیزه‌جو». این کلمه از کلمه لاتین قرن پانزدهمی " militare " به معنای "خدمت کردن به عنوان سرباز" می‌آید. مفهوم مدرن آن که مرتبط با شبه نظامیان به عنوان یک سازمان دفاعی در برابر مهاجمان است از منطقه آنگلوساکسون برخاست. در مواقع بحران، شبه نظامیان یا ستیزه‌جویان وظایف غیرنظامی خود را رها کرده و تا پایان وضعیت اضطراری و بازگشت به شغل غیرنظامی خود، سرباز می‌شدند.
معنای کنونی ستیزه‌جو معمولاً به یک سرباز ثبت نام کرده اشاره نمی‌کند: می‌تواند هر کسی باشد که با ایده استفاده از کنشگری زورمندانه، گاه افراطی، برای دستیابی به یک هدف، معمولاً سیاسی، موافق باشد. از یک «فعال [سیاسی] ستیزه‌جو» انتظار می‌رود نسبت به فعالی که به عنوان ستیزه‌جو توصیف نمی‌شود، متخاصم تر و تهاجمی تر باشد.
ستیزه‌جویی ممکن است شامل خشونت فیزیکی، نبرد مسلحانه، تروریسم و مواردی از این دست باشد یا نباشد. گروه ستیزه‌جوی تروتسکیستی در بریتانیا روزنامه منتشر می‌کرد، در مناقشات کارگری فعال بود، قطعنامه‌ها را در جلسات سیاسی منتقل می‌کرد، اما مبتنی بر خشونت نبود. هدف کلیسای مسیحی مبارز مبارزه با گناه، شیطان و «... حاکمان تاریکی این جهان، علیه شرارت روحانی در مکان‌های رفیع» (افسسیان ۶:۱۲) است، اما این یک جنبش خشونت‌آمیز نیست.

## کاربرد در رسانه‌های گروهی
روزنامه ها، مجلات و دیگر منابع اطلاعات ممکن است ستیزه‌جو و چریک را الفاظی بیطرفانه بدانند، در حالی که تروریست به صورت متعارف حاکی از عدم تأیید از رفتار فرد یا سازمانی است که این برچسب به آن زده می‌شود فارغ از نیات چنان رفتاری، و جنگندگان آزادی حاکی از تأیید آن رفتار است. ستیزه‌جو، در دیگر موارد، ممکن است به هر کسی که عضو نیروی نظامی رسمی نیست و به عنوان پیکارگر در جنگ درگیر است اشاره کند.
رسانه‌های گروهی گاهی از لفظ "ستیزه جو" در پیش زمینه تروریسم استفاده می‌کنند. روزنامه نگاران گاه از لفظ ستیزه‌جو در اشاره به جنبش‌های نظامی‌نما که از تروریسم به عنوان یک تاکتیک استفاده می‌کنند بهره می‌برند. رسانه‌های گروهی نیز از لفظ گروه‌های ستیزه‌جو یا ستیزه‌جویان رادیکال برای سازمان‌های تروریستی استفاده کرده‌اند.

### استنتاجات قانونی
می‌توان برچسب تروریست را برای کسانی که در برابر اشغال نظامی خارجی مقاومت می‌کنند نامناسب دانست چرا که کنش‌های خشونت سیاسی آنان علیه اهداف نظامی یک اشغالگر خارجی قانون بین‌الملل را نقض نمی‌کند. پروتکل ۱ کنوانسیون ژنو به کسانی که علیه اشغال نظامی خارجی، استعمار و رژیم‌های نژادپرست درگیر درگیری مسلحانه اند وضعیت پیکارگر قانونی را می‌دهد. چریک‌های فاقد یونیفرم نظامی نیز اگر حین عملیات‌های نظامی به‌طور آشکارا جنگ‌افزار حمل کنند از این وضعیت برخوردار می‌شوند. پروتکل ۱ به حمله به غیرنظامیان از سوی ستیزه‌جویانی که در این دسته قرار می‌گیرند مشروعیت نمی‌دهد.
در قطعنامه تروریسم مجمع عمومی سازمان ملل متحد (۴۲/۱۵۹, ۷ دسامبر ۱۹۸۷) که تروریسم بین‌المللی را محکوم می‌کند و تدابیری را برای مبارزه با این جرم طرح‌ریزی می‌کند، آمده «هیچ چیز در قطعنامه حاضر به هیچ وجه حق تعیین سرنوشت، آزادی و استقلال، چنان‌که در منشور ملل متحد آمده را، برای مللی که از آن حقوق به زور محروم شده‌اند محدود نمی‌کند  [...], به خصوص ملل تحت حکومت‌های استعماری و نژادپرست و اشغال خارجی و دیگر اشکال سلطه استعماری، یا … حقوق این ملل برای مبارزه برای این هدف و پیجویی یا دریافت حمایت  [در انطابق با منشور و دیگر اصول حقوق بین‌الملل]."